# Bilirubin
Das Bilirubin (lateinisch bilis „Galle“ und ruber „rot“) ist ein rot-oranges Abbauprodukt des Häm-Anteils des roten Blutfarbstoffes Hämoglobin und damit ein Gallenfarbstoff. Das Pigment kommt in der Natur nicht nur in Tieren, sondern auch in Pflanzen vor; 2009 wurde es erstmals im Samen von Baum-Strelitzien nachgewiesen.
Bilirubin wurde erstmals 1942 durch Hans Fischer erfolgreich synthetisiert.

## Stoffwechsel
Rote Blutkörperchen (Erythrozyten) leben etwa 120 Tage, danach werden sie in Leber und Milz abgebaut. Aus Häm b, dem roten Blutfarbstoff, der beim Abbau anfällt, wird über Zwischenstufen die rot-orange Substanz Bilirubin gebildet. Täglich entstehen ca. 300 mg Bilirubin im menschlichen Organismus, davon rund 70 Prozent aus dem Abbau gealterter Erythrozyten, der Rest aus dem Stoffwechsel anderer Hämoproteine, überschüssig gebildetem Hämoglobin oder aus Vorläuferzellen im Knochenmark. Bilirubin ist gut in Fett (lipophil), aber sehr schlecht in Wasser löslich. Zum Transport im Blut muss es deshalb durch eine lockere, nicht kovalente Bindung an Albumin, ein Bluteiweiß, gekoppelt werden und wird dann unkonjugiertes Bilirubin (Synonym: indirektes Bilirubin) genannt.
Bilirubin kann auch eine kovalente, also feste Bindung mit Albumin eingehen. Diese Form wird dann als Delta-Bilirubin bezeichnet.
Unkonjugiertes Bilirubin wird anschließend in der Leber durch das Enzym UDP-Glucuronosyltransferase an Glucuronsäure gekoppelt (konjugiert) und in dieser wasserlöslichen Form als „konjugiertes Bilirubin“ bezeichnet; dieses hat dann auch eine gelbe Farbe. Konjugiertes Bilirubin und Delta-Bilirubin werden zusammen als „direktes Bilirubin“ bezeichnet. Direktes Bilirubin kann mit der Galle in den Darm ausgeschieden werden. Im Darm wird konjugiertes Bilirubin dann über die Zwischenstufen Mesobilirubinogen und Stercobilinogen (lateinisch stercus „Stuhl“) zu Stercobilin überführt, welches mit für die braunrote Farbe des Kotes verantwortlich ist. Etwa 20 Prozent des in den Darm abgegebenen Bilirubins unterliegen als Urobilinogen und Stercobilinogen einem enterohepatischen Kreislauf, werden also nochmals aufgenommen. Der Hauptanteil dagegen wird mit dem Stuhl ausgeschieden. Ein geringer Teil des resorbierten Urobilinogens wird über die Harnwege eliminiert. Bei Leberfunktionsstörungen werden diese Produkte vermehrt über den Urin ausgeschieden (Bilirubinurie). Hohe Konzentrationen an Bilirubin wirken toxisch.

## Ursachen eines abweichenden Bilirubinspiegels
Der Normalwert des Gesamtbilirubins im Serum liegt unter 21 µmol/l (1,2 mg/dl), bei Neugeborenen dagegen sind Werte bis 340 µmol/l (20 mg/dl) normal. Ist der Serumbilirubinspiegel erhöht (Hyperbilirubinämie), kommt es zur Gelbsucht (Ablagerung des Bilirubins in der Haut, griechisch Ikterus), wobei sich ab einem doppelten Normalwert zuerst die Sclera (die weiße Augenhaut) und später die restliche Haut gelb verfärben. Bei ausgeprägter Hyperbilirubinämie verfärben sich durch die massive Einlagerung ins Gewebe schließlich nahezu alle Organe gelb. Je nach Ursache und Art des angestiegenen Bilirubins gibt es auch andere Symptome, wie Hautjucken (lateinisch Pruritus).
Bei Morbus Meulengracht kann durch eine Abbaustörung des Bilirubins eine Gelbsucht fast ohne Krankheitswert auftreten. Das Rotor-Syndrom und Dubin-Johnson-Syndrom sind seltene erbliche Störungen des Bilirubinstoffwechsels.
Auch eine Cholestase (Rückstau von Gallenflüssigkeit durch Gallensteine oder andere Hindernisse in oder an den Gallenwegen) kann zu einer Erhöhung des Bilirubinwerts führen.
Bei Neugeborenen ist ein erhöhter Bilirubinspiegel normal, da das fetale Hämoglobin abgebaut wird, die Leber noch nicht voll arbeitet und die Ausscheidung noch nicht ausreicht (bis zur 30. Schwangerschaftswoche erreicht die Aktivität des Enzyms Glucuronyltransferase, das die Umwandlung in das direkte Bilirubin katalysiert, 0,1 Prozent des Erwachsenenwertes, am Geburtstermin ca. 1 Prozent). So kommt es bei etwa 60 Prozent zu einer Neugeborenengelbsucht. Auf Grund der noch nicht vollständig ausgereiften Blut-Hirn-Schranke kann es bei Überschreiten alters- und gewichtsabhängiger Grenzwerte zu Entwicklungsstörungen aufgrund eines Kernikterus (Ablagerung in den Basalganglien im Großhirn) kommen. Das in der Haut abgelagerte Bilirubin kann mittels Phototherapie zum wasserlöslichen Lumirubin umgewandelt und so ausgeschieden werden.
Aber auch der Abbau der Inhaltsstoffe von Medikamenten in der Leber kann zu Erhöhungen des Bilirubinspiegels führen.

## Isomere
Die quantitativ vorherrschende Form entsteht durch Aufspaltung des Häm-Rings in der IX-α Position und wird deshalb als (Z,Z)-Bilirubin IX-α bezeichnet. Es liegen jedoch auch andere Isomere vor, die durch Aufspaltung des Häm-Rings in der β-, γ- oder δ-Position generiert werden. Bilirubin IX-α ist bei physiologischem pH-Wert nahezu wasserunlöslich, da seine Carboxy- und Aminogruppen durch intramolekulare Wasserstoffbrücken fixiert sind. Für den Transport in der Zirkulation ist es deshalb nicht-kovalent an Albumin gebunden. Durch die intramolekularen Wasserstoffbrücken entsteht zudem die wannenförmige räumliche Struktur des Bilrubins. Die β-, γ- oder δ-Isomere können keine Wasserstoffbrücken ausbilden. Sie sind daher besser wasserlöslich und können renal ausgeschieden werden. Weitere Isomere, z. B. Bilirubin III-α und Bilirubin XIII-α, kommen zwar im Plasma nicht vor, können jedoch in Standardpräparationen in größeren Mengen vorhanden sein.
Die Fototherapie, bei der mit sichtbarem Licht im Wellenlängenbereich 420–470 nm bestrahlt wird, ist heute die Standardtherapie für mittelschwere Hyperbilirubinämien bei Neugeborenen. Neben Fotooxidationsprodukten, d. h. Bruchstücken des Moleküls, entstehen dabei durch eine cis-trans-Isomerisierung (Z→E) zwei neue Fraktionen: das Stereoisomer (4Z,15E)-Bilirubin IX-α und in geringerem Umfang das (4E,15Z)-Cyclobilirubin IX-α. Durch das Umklappen einer Doppelbindung wird einer der äußeren Ringe des Moleküls so gedreht, dass die Ausbildung von Wasserstoffbrücken nicht mehr möglich ist. Die Moleküle sind deshalb polarer und besser wasserlöslich und werden in der Hauptsache ohne Konjugation über Leber und Galle ausgeschieden.